# Semiothisa kirbyi
Semiothisa kirbyi är en fjärilsart som beskrevs av Hans Daniel Johan Wallengren 1875. Semiothisa kirbyi ingår i släktet Semiothisa och familjen mätare. Inga underarter finns listade i Catalogue of Life.